# Centro Aviação Naval
Centro Aviação Naval foi uma agremiação esportiva da cidade do Rio de Janeiro. 

## História
Fundado por militares da Marinha do Brasil (MB) e do Exército Brasileiro (EB), o clube disputou três vezes o Torneio Aberto de Futebol do Rio de Janeiro.[carece de fontes?] O clube disputava também a Liga de Sports da Marinha.

## Estatísticas

### Participações
| Competição     | Temporadas | Melhor campanha           | Estreia | Última | P | R |
| Torneio Aberto | 3          | Desconhecido (Três vezes) | 1935    | 1937   | – | – |